# موريو أغاتا
موريو أغاتا (باليابانية: あがた森魚؛ بالكانا: あがた もりお) هو كاتب أغاني ومخرج وممثل ياباني، ولد في 12 سبتمبر 1948 في روموي في اليابان.

## وصلات خارجية
- الموقع الرسمي
- موريو أغاتا على موقع IMDb (الإنجليزية)
- موريو أغاتا على موقع ميوزك برينز (الإنجليزية)
- موريو أغاتا على موقع أول موفي (الإنجليزية)
- موريو أغاتا على موقع أول ميوزيك (الإنجليزية)
- موريو أغاتا على موقع ديسكوغز (الإنجليزية)
- موريو أغاتا على موقع قاعدة بيانات الفيلم (الإنجليزية)